# Zahodni razkol
Zahodni razkol je obdobje v zgodovini katoliške Cerkve, v katerem sta se za papeški naslov potegovala dva ali celo trije papeži, ki so imeli v več deželah tudi svoje pripadnike in je trajal od 1378 do 1417.

## Vzroki
Zahodni razkol – imenovan tudi »Papeški razkol« - po nekaterih tudi »Veliki razkol« – kar pa ne ustreza, ker ga zlahka zamenjamo z »Vzhodnim razkolom« (ki ga nekateri tudi imenujejo »Veliki razkol«) – je bil razkol v katoliški Cerkvi, ki je trajal 1378-1417 – torej skoraj štirideset let. Ni šlo za vprašanje vere ali morale; razlog je bilo vprašanje oseb in politikov.
Več mož je istočasno trdilo, da so pravi papeži – in vsakdo od njih je imel tudi svoje privržence v različnih deželah.

### Uvod
V 14. stoletju je francoska duhovščina odločilno vplivala na vladanje katoliške Cerkve – in v Avignonu stolujoči papeži so bili vsi po vrsti Francozi, s čimer je trpel ugled papeštva, čeprav je avignonsko ozemlje pripadalo Papeški državi. 1377 se je Gregor XI. vrnil iz Avignona v Rim, kjer je naslednje leto umrl. Običajni volivci vrhovnega duhovnika so bili med seboj razdeljeni in so v istem letu – malodane isti volivci – izvolili zaporedoma italijanskega papeža Urbana VI., ki je ostal v Rimu, in francoskega papeža Klemena VII., ki se je naselil v Avignonu, ko ni uspel osvojiti večnega mesta. Zahodni razkol se je torej temeljil na dvojnih papeških volitvah 1378. 

Ta razkol 14. in 15. stoletja se razlikuje v vseh točkah od Vzhodnega razkola. Slednji je pomenil resnični upor proti vrhovni oblasti v Cerkvi; podpihovala ga je častiželjnost carigrajskih patriarhov, ki so jo spodbujali carigrajski cesarji, podpirala pa bizantinska duhovščina in ljudstvo, in se vleče že skoraj skozi celo tisočletje. Zahodni razkol pa je bil le začasen nesporazum, čeprav je prisilil Cerkev skozi štirideset let, da išče svojega pravega poglavarja; vzdrževala ga je politika in strasti, in so ga končali na cerkvenih zborih v Pisi in Konstanci. 

### Dvojne volitve
Ko je Gregor XI. zaslutil bližino smrti, je predvideval nerede, ki bi lahko sledili zaradi italijanskega nacionalizma, republikanske protipapeške in protifrancoske usmerjenosti ljudstva, kakor tudi vpliva francoskega dvora ter nesloge v samem kardinalskem zboru, ki ga je sestavljala francoska večina; zato je z bulo Periculis et detrimentis z dne 19. marca 1378 samo za ta primer določil glede papeških volitev, da naj jih kardinali izvedejo čim prej in le z navadno večino. Po njegovi smrti – kjerkoli ga bo doletela – naj tam navzoči kardinali takoj izvolijo njegovega naslednika ne čakajoč ostalih. Na smrtni postelji je še rotil kardinale, naj bodo složni in enotni. Papež Gregor je torej umrl v Rimu v noči med 26. in 27. marcem 1378. 

Kardinali, ki so se po 75 letih spet zbrali na konklave v Rimu, so se znašli v zelo neprijetnem položaju. Začeli so volitve, ne da bi čakali prihod kardinalov iz Avignona. Od zbora, v katerem so imeli večino Francozi, je podivjana množica zahtevala, da za novega papeža izbere človeka po njihovem okusu: 
Romano, Romano, lo vogliamo, o almeno italiano!

Hočemo Rimljana, Rimljana, ali vsaj Italijana!
Preden so kardinali odšli volit 7. aprila, jim je tudi rimska republikanska oblast zagrozila, da jim ne more jamčiti varnosti, če ne bodo izvolili kardinala italijanske narodnosti, saj nimajo zadosti varnostnikov. Drhal je celo noč zvonila z zvonovi Bazilike sv. Petra, glasno razgrajala ter celo z orožjem grozeč vdrla v konklave. Navzočih je bilo 16 kardinalov od 23, od teh 11 Francozov, 4 Italijani in en Španec. Zaradi takega nezaslišanega pritiska se je kardinalski zbor hitro odločil kljub prejšnjemu nagibanju k francoskemu kandidatu že 8. aprila za Bartolomeja Prignana, ki sicer ni bil ne kardinal in ne Rimljan, ampak je bil vsaj Italijan. Izvolitve pa si niso upali razglasiti, ker ni bil navzoč in niso vedeli, ali bo volitev sprejel, pa tudi ni bil Rimljan. Ker je drhal vdrla v konklave, je nekdo ogrnil s papeškim plaščem starega in priljubljenega kardinala Tebaldeschija, ki je bil Rimljan – in s tem pomiril razdraženo množico. Kardinali so se ta čas lahko umaknili na varno v Angelski grad ali v svoje palače po Rimu. 

Umeščen in kronan kot Urban VI. je bil na Veliko noč, 18. aprila 1378, ko so mu izrazili vdanost vsi kardinali. To je bil zadnji papež, ki ni bil član kardinalskega zbora. Kmalu pa je hudo razočaral ne le svoje nasprotnike, ampak tudi svoje privržence, volivce in prijatelje. Bil je sicer strog do sebe in je imel velike darove – nosil je tudi spokorni pas; vendar se je začel obnašati, ko da mu je čast stopila v glavo: postal je pikolovsko natančen, živčen in brezobziren ter sumničav do ljudi, pa tudi do svojih sodelavcev in kardinalov. Skozi enajst let je vladal diktatorsko in se je z nasilnimi, grobimi in nepremišljenimi potezami ter čustvenimi izbruhi zameril tako kuriji kot vladarjem. 

Neposredni vzrok za izvolitev drugega papeža je bilo torej svojeglavo, samodržno in nasilniško papeževanje v nenavadnih okoliščinah 1378 izvoljenega Urbana VI., ki se je vedno bolj stopnjevalo. To je vneslo razdor med kardinale, in pod tem neugodnim vtisom je večina od njih izvolila novega, »protipapeža«.

Ko je že namreč vse kazalo, da se bodo razmere umirile in da bo prišlo do sprave med papežem Urbanom VI. in kardinali, so nasprotovanja med papežem in kardinali prerasla v upor. Vsi francoski kardinali, ki so se jim kasneje pridružili tudi trije italijanski, so odšli iz Rima pod pretvezo, češ da njihovemu zdravju škoduje »puščavski in nezdravi Rim, ter da bi mogli zadihati veselje mesta na Roni«. Ko so prišli v Anagni, so vsemu krščanskemu svetu poslali sporočilo: zaradi oboroženega nasilja rimske sodrge se kardinali v konklavu niso mogli svobodno odločati, zato razglašajo izvolitev Urbana VI. za neveljavno. Poleg tega so kardinali zatrdili, da Urban zaradi duševnih motenj ni sposoben za najvišjo službo v Cerkvi; če namreč papež ni prišteven, po cerkvenem pravu ne more več opravljati svoje službe. Nenavadno pri vsem tem je, da je sicer možno postavljati svobodnost volitev 8. aprila 1378 pod vprašaj zaradi divjanja rimske sodrge; pričakovati bi potemtakem bilo, da se mu pri kronanju 18. aprila ne bodo poklonili vsi kardinali – pa so se, tudi tisti, ki so prispeli iz Avignona in tako na neki način potrdili veljavnost volitev.

20. septembra 1378 so v Fondiju na ozemlju Neapeljskega kraljestva izvolili drugega »zakonitega« papeža, ženevskega kardinala Roberta, ki si je izbral ime Klemen VII.. Tudi nekateri italijanski kardinali, ki pri volitvah niso sodelovali, so ga priznali za papeža.
 
Čeprav so skozi cerkveno zgodovino že obstajali papeži in protipapeži, so nastale čisto nove razmere; prvič so oba papeža izvolili zakoniti in cello isti cerkveni voditelji, tj. kardinali; kar se tiče njune zakonitosti, pa zgodovinarji postavljajo pod vprašaj obojne volitve.
Kljub pomirjevalnim pobudam sv. Katarine Sienske se je Urban VI. odzval neobvladano: imenoval je 29 kardinalov različnih narodnosti in s pomočjo najemnika Alberika Barbianskega 
29. aprila 1379 porazil pri Marinu Klemenovo vojsko. Klemen VII. se je takoj odpravil v Avignon, kjer si je uredil svoj papeški sedež – in tako je prišlo do zahodnega razkola, ki je trajal skoraj štiri desetletja. Francija, Neapelj, Savoja, Španija in Portugalska, kakor tudi Sicilija in Škotska, so priznavali Klemena; Sveto rimsko cesarstvo, srednja Italija, Anglija, Ogrska, Skandinavija, Poljska in druge slovanske dežele pa so priznavali Urbana. To nenaravno stanje je trajalo skoraj štiri desetletja (1378-1417) in prizadejalo ugledu papeštva nepopravljivo škodo. Dvojni papeški dvor je terjal nove dajatve in tudi podelitve nadarbin so postale podvržene podkupovanju.

## Posledice
Razkol je v krščanstvo vnesel nepopisno zmedo; nihče ni vedel, kdo je pravi papež in končalo se je z medsebojnim izobčenjem, da je bilo tako rekoč celo krščanstvo izobčeno. Tudi veliki ljudje tistega časa so se različno odločali: npr. sv. Katarina Sienska (1347-1380) in sv. Katarina Švedska (1331-1381) sta zagovarjali Urbana, medtem ko so smatrali za zakonitega papeža Klemena sv. Vincenc Fererski (1350-1419),  bl. Peter Luksemburški (1369-1387) in sv. Koleta  (1381-1447).
Med seboj so bili razdeljeni narodi in škofije. Nekateri redovi so imeli dva vrhovna predstojnika, enega pod rimskim, drugega pod avignonskim papežem. Kakor tega vprašanja niso mogli razrešiti sodobniki, tako ga vse do danes niso mogli razjasniti ne pravniki ne zgodovinarji; mnogi od njih so postavljali pod vprašaj veljavnost papeških volitev pod takim nasiljem in pritiskom. Današnji uradni seznam navaja med zakonitimi papeži Urbana VI. in njegove naslednike, Klemena VII. in njegovega naslednika Benedikta XIII. pa med protipapeže. O rimski papeški veji ne vemo veliko, ker jim še ni uspelo urediti finančnega in arhivskega sistema, medtem ko je avinjonska veja imela sedemdesetletno do podrobnosti izdelano izročilo. 

Urban VI. je takoj po nastopu razkola na hitro imenoval 29 kardinalov, vendar je v takih okoliščinah sprejelo to čast le 22 kardinalov, med katerimi je bilo 20Italijanov in le 2 Francoza. Sicer pa je njegov pontifikat potekal v znamenju stalnih sporov z neapeljsko kraljico Ivano in s kardinali, ki so težko prenašali njegove nerazsodne nastope. Šest kardinalov in oglejskega škofa, ki so se mu bili prej zvesti, vendar so se mu zaradi njegovih nespametnih potez postavili po robu in ga hoteli vzeti pod varstvo, je dal razlastiti, zapreti, mučiti in usmrtiti vse razen enega, češ da so zoper njega kovali zaroto. Ta surovost je še pet drugih kardinalov nagnila, da so prešli na stran papeža Klemena. Ko so nemški knezi zahtevali njegov odstop zaradi nesposobnosti za vzvišeno službo, je odgovoril z napovedjo križarske vojne zoper avinjonskega protipapeža. 

Kako težko je bilo razločiti, ali je bil konklave 1378 pod zunanjim pritiskom ali ne, in posledično, kateri papež je bil torej ta pravi – dokazuje toledski nadškof Pedro IV.  , ki je obliko v mašnem kanonu, ki omenja papeža, oblikoval takole: ”… molimo za tistega, ki je pravi papež”. Zaradi iste negotovosti je menjavala portugalska vlada skoraj letno svojo naklonjenost: 1380 je Portugalska držala s Klemenom, 1381, z Urbanom, 1382 zoped s Klemenom in od 1385 dokončno z Urbanom. Razkol je šel pogosto skozi družino in se ni končal niti tedaj, ko je eden od papežev umrl. 

## Iskanje rešitve
Pariška univerza je predložila tri rešitve. Pižanski koncil je odstavil oba papeža in izvolil novega, pa so bili odslej trije papeži. Šele Konstanški koncil je prinesel rešitev, kar predstavlja tudi ta srednjeveška miniatura. 

### Predložene rešitve
Osrednjo vlogo pri odpravi najhujše cerkvene ustavne krize v zgodovini je prevzela najpomembnejša znanstvena ustanova takratne krščanske Evrope, Sorbona – pariška univerza; ker je bila to tudi najuglednejše mednarodno vseučilišče, je razumljivo, da mu je bilo veliko do enotnosti in sloge med njenimi slušatelji in predavatelji. 

1. Via synodi (pot cerkvenega zbora) * Že takoj 1380 sta nemška sorbonska teologa, Konrad von Gelnhausen (1320-1390) s pismom Epistola concordiæ (Poslanica sloge) ter Heinrich von Langenstein (1325-1397) s pismoma Epistola pacis (Pismo miru) in Epistola concilii pacis (Koncilska mirovna poslanica) predlagala, naj bi dosegli cerkveno enotnost z vesoljnim cerkvenim zborom (via synodi). Naslanjajoč se na Viljema Okamskega (1288-1348) sta postala pobudnika konciliarizma , ki postavlja ekumenski koncil ali vesoljni cerkveni zbor nad papeža; zato sta morala zapustiti Sorbono.
2. Via cessionis (pot odpovedi) * Obstajali so še drugi predlogi – prav tako s Sorbone, ki ga je podal Nicolas de Clamanges (ali Nicolaus de Clamengiis, 1360-1440) v spomenici 1394. Eden ali oba papeža naj bi se odpovedala in tako omogočila ali vladanje ali nove volitve enega samega papeža. On je predlagal tudi
3. Via compromissi (pot sporazuma) * Papeža se naj bi sporazumela. Vse te pobude je Klemen VII. vse do svoje smrti (1394) odločno zavračal.
4. Via discussionis (pot pogovora) * Avinjonski protipapež je dobil naslednika v kardinalu Pedru de Luna, čeprav sta kralj in Sorbona odvračali kardinale od volitev. Izvolili so ga zato, ker je v konklavu goreče zagovarjal krščansko enotnost in odpoved enega od papežev – vse dokler ni bil izvoljen za Benedikta XIII.. Takrat pa je na svojo prisego popolnoma pozabil in začel zagovarjati pogovor z rimskim papežem (via discussionis) meneč, da bo s svojo nedvomno duhovno nadmočjo slednjega prisilil k odstopu – kar se pa seveda ni zgodilo.
5. Via subtractionis (pot odstopa) * Zaradi njegove nedoslednosti in trmoglavosti je odstopila od Benediktove obedience Francija in tudi Univerza v Parizu, ki je svetovala, naj od protipapeža odstopijo vse dežele, naj mu torej odtegnejo pokorščino (via subtractionis). Trmoglavil je tudi, ko ga je zapustila večina kardinalov in ko so ga v Avignonu oblegala francoska krdela; med obleganjem je bil celo ranjen - pa se ni vdal. Pod novim kraljem si je sicer pridobil nazaj francosko naklonjenost, pa tudi v Rim je poslal pogajalce – ki pa niso imeli potrebnih pooblastil – k Bonifaciju IX., ki ga pa tovrstni pogovori niso dosti zanimali in je prav takrat umrl. Rimski kardinali so izbrali njegovega naslednika v osebi dobrodušnega kardinala Cosima de Migliorati, ki si je nadel ime Inocenc VII. – vendar je vladal le kratko (1404-1406) in se zaradi nemirov v Rimu ni utegnil ukvarjati s sporazumom, čeprav je pokazal dobro voljo, da bi sklical koncil. [14]
6. Via dimissionis (pot odstavitve) * To pot je ubral Pižanski koncil oziroma sinoda, kar pa ni učinkovalo, ker se papeža nista odzvala povabilu.
7. Via electionis (pot izvolitve) * Tudi to je opravil Pižanski koncil, saj je večina kardinalov odpadla tako od rimskega kot od avinjonskega papeža. Posledica teh volitev pa je bil še tretji papež, kar je zadevo le še bolj zapletlo. Uspešnejši je bil glede zadnjih dveh poti Konstanški koncil.

### Nadaljevanje in konec razkola
Zaradi zapletenih razmer se je razkol nadaljeval tudi po smrti obeh tekmecev. Za Urbanom VI. je postal papež v Rimu 1389 Bonifacij IX., a za Klemenom VII. je postal protipapež v Avignonu 1389 Benedikt XIII.. Po Bonifacijevi smrti so kardinali rimske veje ponudili, da ne bodo volili novega papeža, če se Benedikt odpove papeštvu. Ko je trdovratno ta predlog zavrnil, so v Rimu izvolili naslednika Inocenca VII.. 
Kardinali obeh obedienc so se zbrali 1408. na pižanskem koncilu, da bi koncil rešil zapletene razmere. Odstavili so oba papeža – tistega v Rimu in tistega v Avignonu – ki pa se nista hotela ukloniti. Kljub temu so izvolili novega papeža pod imenom Aleksander V. in ga kronali 26. junija 1409. To pa ni pomenilo konca, ampak vrhunec zahodnega razkola, ker je odslej Cerkev imela tri papeže. Aleksandra je nasledil Janez XXIII.. 
Zaradi slabih izkušenj s prejšnjim koncilom so na konstanškem koncilu ravnali bolj previdno. Sprejeli so Gregorjev predlog, da naj on skliče koncil in potem odstopi. Tako je ta koncil postal tudi za katoličane pravnomočen. Gregor je z eno bulo sklical koncil, z drugo pa odstopil, Janeza XXIII. in Benedikta XIII. pa so odstavili. Sedaj se je odprla prosta pot za volitev novega papeža, ki ga bo priznavalo vesoljno katoličanstvo. Novi papež – ki je nadaljeval rimsko vejo – si je nadel ime Martin V.. 

### Konec treh papežev
Ko je Gregor XII. odstopil, je bil star že 90 let. Umrl je 18. oktobra 1417 kot kartinal-škof mesta Porto. Za Celestinom V. je bil to drugi zakoniti papež, ki je prostovoljno odstopil. 

Janez XXIII. je najprej pobegnil s koncila, pa so ga ujeli, odstavili in zaprli, a po izvolitvi ga je papež Martin odvedel s seboj. Umrl je še istega leta. Po njegovi smrti mu je dal Cosimo Medici v Florenci postaviti nagrobni spomenik, na katerega so vklesane previdne besede: Balthasar Cossa, Janez XXIII., ki je bil nekoč papež. 

Avinjonski papež Benedikt XIII. je pred svojo izvolitvijo prisegal, da se bo rad odpovedal položaju, če bo potrebno zaradi krščanske edinosti: »To bo zame tako lahko, kakor sleči suknjič.« Sedaj pa je bil od vseh treh najbolj trmast. Že 1398 - ko je francoski kralj sklical zbor škofov in učenjakov, da naj rešijo zmedo dveh papežev - so od Benedikta zahtevali, naj se odpove; on pa je dejal: »Jaz se ne bom odpovedal, pa četudi bi kralj z mene odrl kožo.« Na koncu so ga podpirali le še Španci – a tudi oni so se dali pregovoriti in so ga končno pustili na cedilu. Trmast do konca je Benedikt na svojem gradu Peniscola v Španiji še naprej nosil papeška oblačila. Šele smrt ga je nepreklicno prisilila, da je odložil tiaro; umrl je 25. maja 1423 kot »papež brez Cerkve«. 